# Barclay (marca de cigarrillos)
Barclay es una marca de cigarrillos de Estados Unidos, lanzada por la compañía Brown y Williamson tobacco corp.. Su primera aparición fue el año 1966. Eran cigarrillos largos (80 mm) con un filtro llamado Millecel; esta versión fue suspendida después de un tiempo.  
Durante la década de 1980, la misma compañía, devolvió al mercado los cigarrillos bajo el lanzamiento más caro de la historia, pero con la particularidad que contenían un menor grado de alquitrán y nicotina (supuestamente 0.1 mg de alquitrán y 0.2 mg de nicotina), en relación con el resto de las marcas. Este nuevo filtro, que recibió el nombre de [actron], funciona con pequeñas ranuras que permiten un sistema de ventilación, el cual  hace que el aire se mezcle con el humo y se diluya junto al alquitrán y la nicotina.  
A lo largo su estadía en el mercado norteamericano los cigarrillos Barclay formaron parte de una controversia con respecto a su filtro (actron). Según muchos estudios, el nuevo diseño eludía las pruebas de FTC, pues daba como resultado cantidades de nicotina y alquitrán bajo la norma.

## Barclay en Chile
En Chile, los Barclay, estuvieron a la venta hasta el año 2006; luego “Kent” compró la marca y siguieron funcionando con el mismo tipo de filtro, pero con otro nombre (cigarrillos “Kent actron”).